# Рак Юрій Павлович
Рак Юрій Павлович — доктор технічних наук, професор, Заслужений правцівник освіти України, академік Міжнародної академії комп'ютерних наук та систем, член Американського інституту інженерів по електротехніці та електроніці IEEE, почесний член Української асоціації управління проектами(UPMA) Міжнародної асоціації Управління проектами (IPMA), завідувач кафедри управління проектами, інформаційних технологій та телекомунікацій, науковий керівник науково-дослідної лабораторії «Інтелектуальне моделювання безпечного майбутнього».

## Біографічні відомості

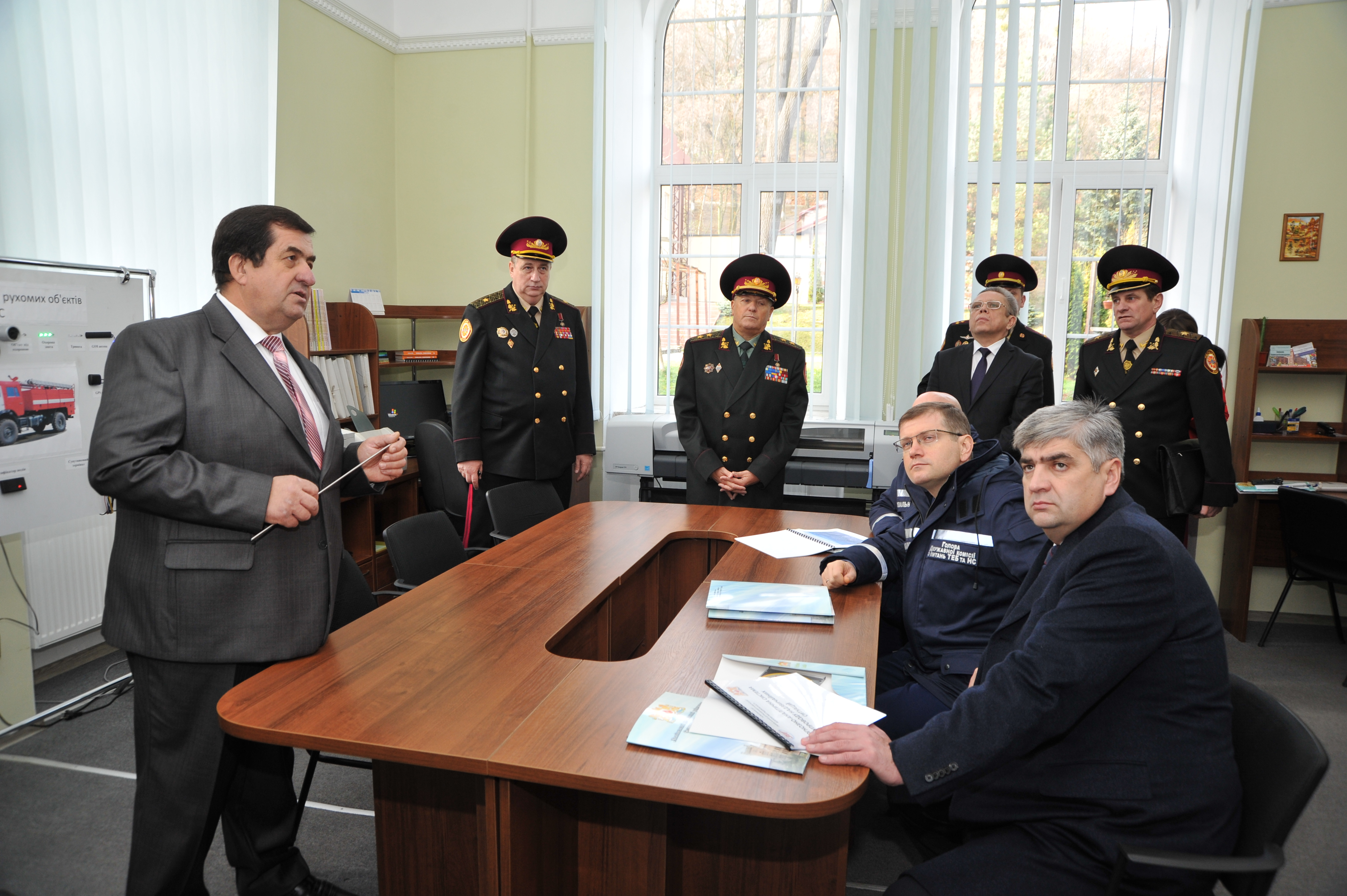
Опис роботи нового проекту.

Народився 24 липня 1951 р. в с. Станимир Перемишлянського району Львівської області в сім'ї вчителів. Батько — Рак Павло Григорович (20.07.1908-12.07.1993 рр.), мати — Рак (Трач) Марія Андріївна (02.01.1912-12.10.1994 рр.), з 1948 р. за скеруванням працювали у Станимирській восьмирічній школі. Батько працював на посаді директора школи, а мати — вчителькою початкових класів. У 1965 р. на відмінно закінчив Станимирську восьмирічну школу, а в 1968 р. із срібною медаллю Перемишлянську середню школу. На сьогодні одна із головних вулиць с. Станимир названа на честь батька — Рак П.
У 1973 р. з відзнакою закінчив Український поліграфічний інститут ім. І. Федорова. В 1973 р. за скеруванням розпочав трудову діяльність на Ашгабатському поліграфкомбінаті (м. Ашгабат, Туркменістан). 1975 рік — служба в армії.

## Наукова діяльність
З 1976 р. по 2006 р. працював в Українській академії друкарства, пройшовши шлях від лаборанта, завідувача навчально-виробничої лабораторії, завідувача науково-дослідної лабораторії удосконалення динаміки поліграфічних машин до професора кафедри поліграфічних машин. Був нагороджений знаком «Відмінник освіти України» та почесною відзнакою у вигляді ордену «За розбудову освіти».
З 2006 р. і до останніх днів життя працював завідувачем кафедри управління проектами, інформаційних технологій та телекомунікацій (Львівський державний університет безпеки життєдіяльності).
Головував у спеціалізованій вченій раді К 35.874.02 з правом прийняття до розгляду та проведення захисту дисертацій на здобуття наукового ступеня кандидата технічних наук за спеціальністю 05.13.22 — управління проектами і програмами та 05.13.06 — інформаційні технології.
Основні дати:
1984 р. — кандидат технічних наук за спеціальністю «Машини, агрегати і процеси поліграфічного виробництва». Результати кандидатської дисертації були впроваджені у друкарнях шляхом модернізації діючого газетного устаткування в системі видавництв та на Рибінському заводі поліграфічних машин при серійному випуску газетних агрегатів і рулонних ротаційних друкарських машин.
1991 р. — успішно закінчив «Managerial Grid Seminar» з вивчення теорії та практики наукового менеджменту за методикою «Scientific Methods, Inc».
1992 р. — старший науковий співробітник за спеціальністю «Машини, агрегати і процеси поліграфічного виробництва».
1996 р. — доцент кафедри поліграфічних машин. 2000 р. — доктор технічних наук за спеціальністю «Автоматизовані системи управління та прогресивні інформаційні технології».
2001 р. — Американський біографічний інститут визнав наукові здобутки в області сучасних інформаційних технологій найкращими у світі, нагородив Почесним дипломом, включив у енциклопедію 500 наукових лідерів світу і назвав «Людиною року — 2001».
2004 р. — академік та дійсний член Міжнародної академії комп'ютерних наук і систем.
2005 р. — присвоєне вчене звання професора. Рак Ю. П. є автором ряду монографій, навчального посібника з грифом «Рекомендовано Міністерством освіти і науки України як навчальний посібник для студентів вищих навчальних закладів» та понад 200 наукових праць та винаходів.
Рак Ю. П. є відомим вченим в галузі управління проектами, портфелями проектів і програмами. Його наукова діяльність пов'язана з дослідженням і розробкою високоефективних методів та систем для відбору і автоматичної обробки інформації з метою аналізу, оцінки, контролю, класифікації, прогнозування швидкоплинних процесів складних систем безпеки життєдіяльності на базі високопродуктивних проблемно-орієнтованих і спеціалізованих структур з глибоким рівнем розпаралелювання алгоритму стосовно задач оптимізації розподілу ресурсів в процесі управління проектами та програмами. Ним розв'язана наукова проблема інформаційного аналізу та синтезу високоефективних та високопродуктивних технологічних ліній поліграфії для забезпечення високого рівня автоматизації систем оптимального управління технологічними операціями з метою випуску високоякісної друкованої інформації в режимі реального часу.
На сьогодні ним сформована власна наукова школа, яка займається розв'язанням наукових задач стосовно управління проектами, портфелями проектів та програмами модернізації системи безпеки життєдіяльності і цивільного захисту.
Рак Ю. П. вів підготовку наукових кадрів, був член Спеціалізованих вчених рад по захисту кандидатських та докторських дисертацій. Рак Ю. П. був науковим керівником науково-дослідних робіт, які виконувались я в рамках ДСНС та МОН України, науковим керівник науково-дослідної лабораторії «Інтелектуальне моделювання безпечного майбутнього».

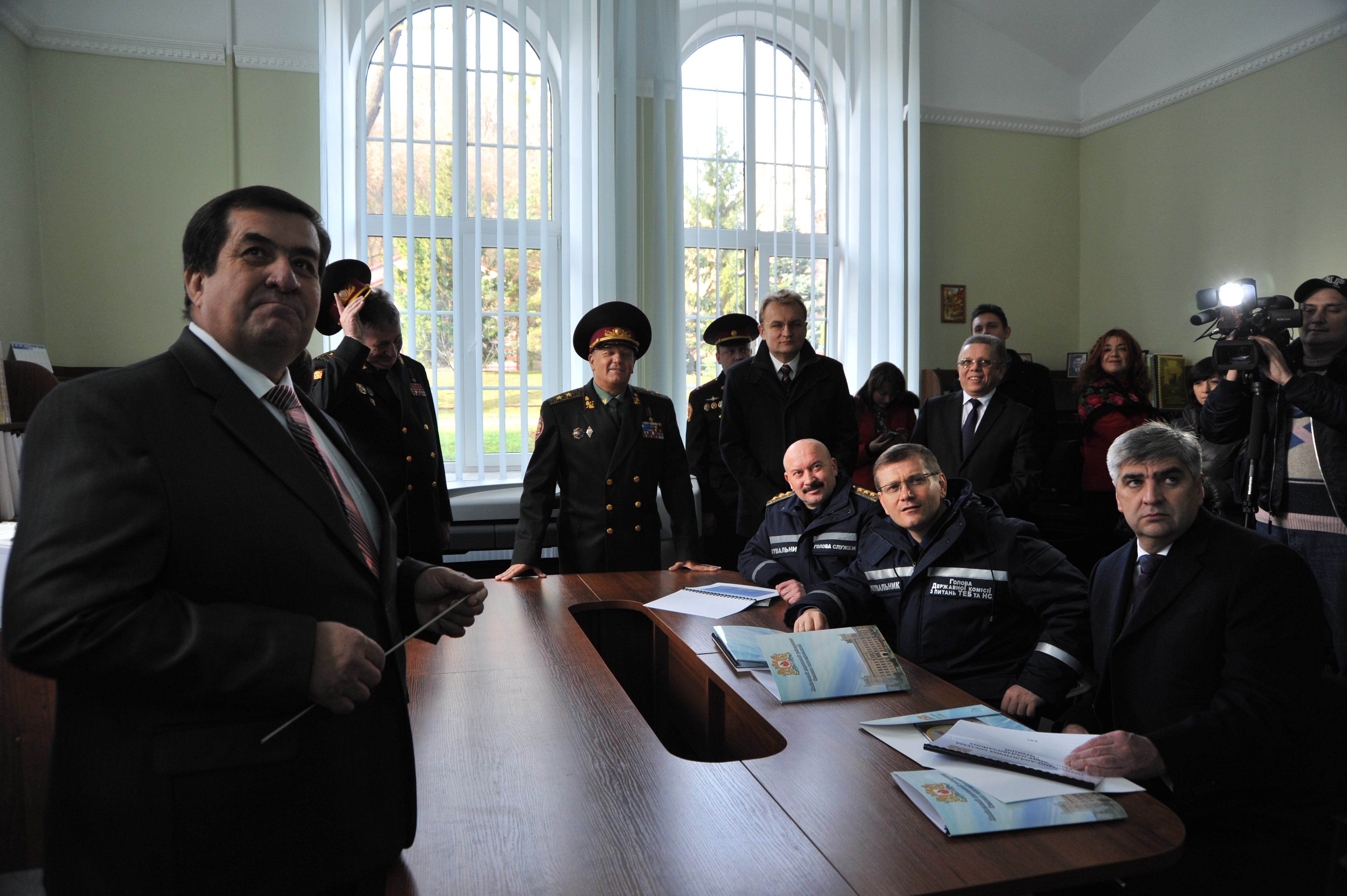
Представлення нового проекту міністру.

## Почесні відзнаки

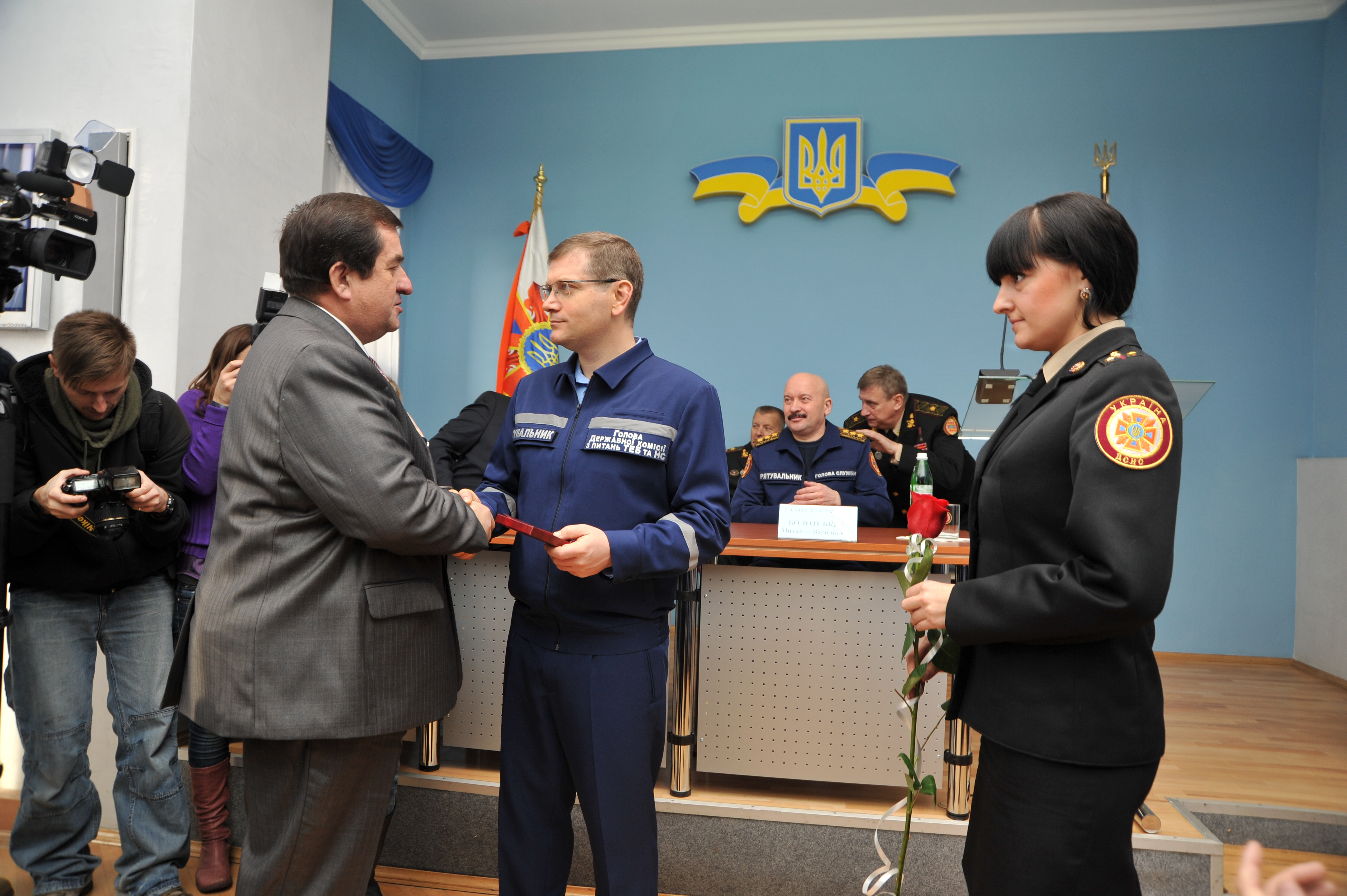
Вручення заслуженого працівника освіти України.

У 2007 році отримав премію імені В. М. Глушкова із врученням золотої медалі Лауреата — в номінації наука і техніка: Розробка нових наукоємних інформаційних технологій і синтез високопродуктивних автоматизованих ліній поліграфії.
В 2009 р. отримав Почесну відзнаку МНС України за вагомий внесок у підготовку кадрів сфери цивільного захисту.
У 2012 році отримав Подяку за особистий внесок в підготовці та проведення чемпіонату з футболу Євро 2012 у м. Львові.
У 2013 році Указом Президента України присвоєно почесне звання Заслужений працівник освіти України.
За період з 2006—2008 рр. науковий керівник науково-технічних проектів в рамках Міністерства освіти науки України за № ДЗ / 215—2006: «Розробка нових інформаційних технологій та засобів автоматизованого проектування високоефективних автоматизованих технологічних ліній поліграфії» та науковий керівник держбюджетних наукових робіт в рамках Міністерства України з питань надзвичайних ситуацій та у справах захисту населення від наслідків Чорнобильської катастрофи: «Удосконалення нормативно-правового забезпечення функціонування Урядової інформаційно-аналітичної системи з питань надзвичайних ситуацій, її організаційне та методичне супроводження» (Аудит Системи), договір № 06/1д- від 14.07.2008, державний реєстраційний номер № 0108U 006939; «Інтеграція Урядової інформаційно-аналітичної системи з питань надзвичайних ситуацій», договір № 07/1д- від 14.07.2008, державний реєстраційний номер № 0108U006937; «Розробка програмного комплексу підсистеми автоматизованого формування та публікації на WEB–порталі МНС інформації щодо подолання наслідків Чорнобильської Катастрофи», договір № 21-4/11 від 9 вересня 2008 р., державний реєстраційний номер № 0108U006935; ,"Розробка засобів автоматизованого проектування високоефективних автоматизованих комплексів оперативного відтворення інформації на «твердих» носіях за принципом «print-on-demand», договір № 21-4/11-А від 9 вересня 2008 р., державний реєстраційний номер № 0108U006936"; «Розробка моделей, методик та засобів вдосконалення професійної підготовки фахівців підрозділів МНС з використанням інформаційно-телекомунікаційних систем», від 14 березня 2007 р., державний реєстраційний номер № 010072009841; керує науковим товариством курсантів (студентів) за спеціальністю «Пожежна безпека».
За дорученням Національного агентства з питань підготовки та проведення в Україні фінальної частини Чемпіонату Європи 2012 року з футболу та реалізації інфраструктурних проектів спільно з Державним підприємством «Дирекція з будівництва об'єктів до Євро 2012 у м. Львові» професор Рак Ю. П. керує науково-дослідними роботами по розрахунку часу евакуації глядачів з Львівського стадіону на вільну територію (договір № 02/10 від 25 жовтня 2010 р., державний реєстраційний номер 0110U007849). Як висококваліфікованого науковця професора Рака Ю. П. було включено членом Міжвідомчої науково-координаційної експертної Ради МНС та НАН України з питань техногенно-екологічної безпеки та методології оцінювання ризиків надзвичайних ситуацій та в робочу групу стосовно удосконалення Урядової інформаційно-аналітичної системи з питань надзвичайних ситуацій.